# Caterina Boratto
Caterina Boratto (Torino, Piemont, Olaszország, 1915. március 15. – Róma, 2010. szeptember 14.) olasz színésznő. Az 1930-as évek második felében kezdett filmezni, azonban különböző okokból csak az 1960-as évektől dolgozott folyamatosan a szakmában. Bár pályakezdése nagy reményekkel kecsegtetett, végül mégsem került a vezető színésznők sorába, ezért életéről viszonylag kevés információ áll rendelkezésre.

## Pályafutása

### A kezdetek
Ahogy a filmvilágban nem ritkaság, a Torinóban született Caterina is szépségének köszönhetően került be a filmszakmába. Szülei ugyan nem örültek neki, hogy színésznő akar lenni, de első filmje, a Marcella (1937) rendezője, Guido Brignone meggyőzte őket. Vele forgatta a fiatal pályakezdő a Vivere (Élni) című filmet is, amelyben a kor ünnepelt operaénekese, Tito Schipa volt a partnere. A Brignone–Boratto–Schipa triónak akkora sikere volt, hogy a következő évben újabb filmet készítettek együtt Chi è più felice di me? (Ki boldogabb nálam?) címmel. Caterina még ugyanabban az évben egy másik jeles férfipartnerrel, Vittorio De Sicával játszhatott együtt Gennaro Righelli Hanno rapito un uomo (Emberrablás) című alkotásában. A szépséges színésznőre nem kisebb személyiség figyelt fel, mint az MGM nagyhatalmű főnöke, Louis B. Mayer, aki Hollywoodba hívta Caterinát, és azzal kecsegtette, hogy új Jeanette MacDonaldot csinál belőle. A dolgot azonban nem kapkodta el, Boratto viszont türelmetlen volt, és végül a második világháború kitörése után visszatért a hazájába. A háború alatt csak kevés filmben szerepelt, amelyek közül az 1943-as Campo de’ Fiori (Virágok mezeje) című komédia a legjelentősebb. Ebben az olasz filmművészet olyan nagyságai játszottak még, mint Peppino De Filippo, Aldo Fabrizi és Anna Magnani. A felszabadulást követően Boratto csak egyszer állt a kamerák elé a Mario Monicelli forgatókönyvéből készült Il Tradimento (Árulás) (1951) című drámában Amedeo Nazzari és Vittorio Gassman partnereként. Caterina játszotta az ártatlanul börtönbe zárt üzletember feleségét. Ezt követően a színésznő több mint egy évtizedre eltűnt a filmvászonról, és csak az 1960-as években tért vissza, immár epizodistaként.

### Az epizodista

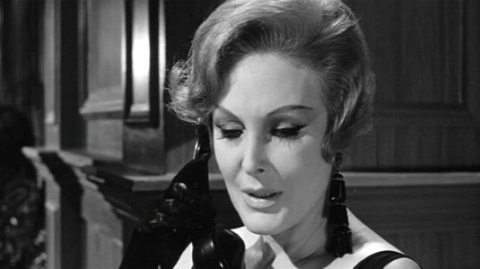
A titokzatos hölgy szerepében a 8½ című filmben

Caterina a modern filmművészet kiemelkedő alakjának, Federico Fellininek köszönhetően került vissza a filmvilágba. A Mester két egymást követő filmjében bízott rá kicsiny, de fontos szerepeket: a 8½-ben (1963) Caterina volt a titokzatos szépasszony, a Júlia és a szellemekben (1965) pedig a Giulietta Masina játszotta főhősnő édesanyja. (Mellesleg Boratto csak nem egész 6 évvel volt idősebb Masinánál.) A veterán Alessandro Blasetti Én, én, én… és a többiek (1966) című modern életképében az olasz filmvilág krémjével szerepelt együtt: De Sica, Walter Chiari, Marcello Mastroianni, Nino Manfredi, Gina Lollobrigida, Silvana Mangano és Sylva Koscina. Az 1970-es években nemzetközi hírnevet szerzett  Lina Wertmüller rendezte a Ne ingereljétek a mamát! (1967) című zenés vígjátékot, amelyben a korszak népszerű énekesnője, az alacsony termetű Rita Pavone játszotta a főszerepet. A magyar közönség is láthatta Dino Risi A tigris című komédiáját, amelyben Boratto Delia szerepét játszotta régi partnere, Vittorio Gassman és egy új csillag, Ann-Margret oldalán. A neves drámaíró, Richard Bolt maga rendezte egyik műve, a Lady Caroline Lamb (1972) filmváltozatát. Ebben a színésznő olyan sztárokkal játszott együtt, mint Richard Chamberlain, Laurence Olivier, Ralph Richardson, Sarah Miles és Jon Finch. A kosztümös szerelmi dráma Lord Byron egyik viharos szerelmi ügyét dolgozta fel.
Pier Paolo Pasolini nagy vihart kavart, sokáig betiltott drámájában, az olasz fasizmus végnapjaiban játszódó Salò, avagy Szodoma 120 napjában (1975) Boratto játszotta Castelli asszonyt, a legborzalmasabb epizód, A vér köre mesélőjét. Az 1980-as években a színésznő több tévés produkcióban is szerepet vállalt. Mozifilmjei közül Magyarországon is bemutatták A postakocsi (1982) című történelmi filmet. Ettore Scola alkotása a francia forradalom idején játszódik, főszerepeit olyan híres színészek játszották, mint Marcello Mastroianni, Jean-Louis Barrault, Hanna Schygulla, Harvey Keitel, Andréa Ferréol, Jean-Claude Brialy és Laura Betti. Olaszországban heves vitákat váltott ki Pasquale Squitieri Claretta (1984) című drámája, amely Benito Mussolini szeretőjéről, a vele együtt kivégzett Clara Petacciról szólt. (Megformálója a rendező élettársa, Claudia Cardinale.) A kifogások főleg arra vonatkoztak, hogy Squitieri túlságosan emberközeli portrét rajzolt a történelem e híres-hírhedt nőalakjáról, noha függetlennek mondható történészek szerint Clarettának nemigen lehet mit felróni Mussolini iránt érzett szenvedélyes szerelmén kívül. Caterina Boratto az 1990-es évek elején, a 80. életévéhez közel vonult vissza végleg a filmezéstől.

## Magánélet
A zeneiskolát végzett Boratto magánéletét nagy szerelmek és szomorú tragédiák kísérték végig. Az még csak kínos közjáték volt, hogy az Egyesült Államokból Olaszországba való hazatérése közben Spanyolországban mint fasiszta kémet letartóztatták. (A vád alaptalannak bizonyult.) Nagy szerelme, a háborús hős Guidi di Romena gróf 1942 decemberében légi szerencsétlenség áldozata lett. Caterinát két filmpartneréhez is romantikus viszony fűzte egykoron: előbb a tenorista Tito Schipa, majd a színész Amedeo Nazzari iránt táplált gyengéd érzelmeket. A színésznő két fivére, Renato és Filiberto 1944-ben egyaránt áldozatául esett az ún. cefalóniai mészárlásnak. Caterina Boratto Armando Cerattóval kötött házasságot: egy lánygyermekük született, Marina. Az ifjú teremtés Marina Boratto néven egy-két kisebb filmszerepet kapott. Később Marina Ceratto néven könyvet írt édesanyja életéről Il battello dei sogni címmel, amelyet angol nyelven is kiadtak (The Dreams Vessel).

## Filmjei
- 1993 A maffia lánya 2 (Vendetta II: The New Mafia) (tévéfilm)
- 1992 Volt egyszer egy gyilkosság (Once Upon a Crime…)
- 1992 Un posto freddo in fondo al cuore (Hideg hely a szív mélyén) (tévéfilm)
- 1990 Villa Arzilla (tévéfilm)
- 1989 A hóbortos nagybácsi (Lo Zio indegno)
- 1988 Un delitto poco comune (Nem mindennapi bűntett)
- 1988 32 dicembre (December 32.)
- 1986 Lulu (tévésorozat)
- 1986 Caccia al ladro d'autore (tévésorozat, az Il calice di Murano című epizódban)
- 1985 Amici miei atto III
- 1984 I Ragazzi di celluloide 2 (A film gyermekei 2) (tévésorozat)
- 1984 Távoli pavilonok (The Far Pavilions) (tévésorozat)
- 1984 Claretta
- 1984 Un caso d'incoscienza (Felelőtlen eset) (tévéfilm)
- 1983 La Freccia nel fianco (tévésorozat)
- 1982 A postakocsi (La Nuit de Varennes)
- 1982 Ehrengard
- 1980 La Donna in bianco (tévésorozat)
- 1980 Il Giovane dottor Freud  (tévésorozat)
- 1980 Uno contro l'altro, praticamente amici
- 1979 Bel Ami (tévésorozat)
- 1979 Morte a passo di valzer (tévésorozat)
- 1979 Sensitività
- 1978 Első szerelem (Primo amore)
- 1977 Per questa notte
- 1975 Salò, avagy Szodoma 120 napja (Salò o le 120 giornate di Sodoma)
- 1975 Le Orme
- 1974 Anna Karenina (tévéfilm)
- 1974 La Bellissima estate
- 1973 Storia di una monaca di clausura
- 1972 La Casa de las palomas
- 1972 Ettore lo fusto
- 1972 Lady Caroline Lamb
- 1971 La Ragazza fuoristrada
- 1970 Angeli senza paradiso
- 1969 Vártorony (Castle Keep)
- 1969 A monzai apáca (La Monaca di Monza)
- 1969 La Storia d'amore (Szerelmi történet)
- 1968 Diabolik
- 1967 A tigris (Il Tigre)
- 1967 Scusi, lei è favorevole o contrario? (Bocsánat, ön mellette van, vagy ellene?)
- 1967 Pronto… c’è una certa Giuliana per te (Halló... egy bizonyos Júlia keres)
- 1967 Ne ingereljétek a mamát! (Non stuzzicate la zanzara)
- 1967 Stasera mi butto (Ma este kiugrom az ablakon!)
- 1966 I Spy (Kémek) (tévésorozat, a Sophia című epizódban)
- 1966 Én, én, én… és a többiek (Io, io, io… e gli altri)
- 1965 Júlia és a szellemek (Giulietta degli spiriti)
- 1963 8½ (Otto e mezzo)
- 1951 Il Tradimento
- 1943 Campo de’ Fiori
- 1943 Dente per dente (Fogat fogért)
- 1942 Egy szegény fiú regénye (Romanzo di un giovane povero)
- 1939 I figli del marchese Lucera (Lucera őrgrófné gyermekei)
- 1938 Hanno rapito un uomo
- 1938 Chi è più felice di me?
- 1937 Vivere
- 1937 Marcella